# 1259년

## 연호
- 남송(南宋) 개경(開慶) 원년
- 일본(日本) 쇼카(正嘉) 3년 / 쇼겐(正元) 원년
- 쩐 왕조(陳朝) 티에우롱(紹隆) 2년

## 기년
- 남송(南宋) 이종(理宗) 35년
- 고려(高麗) 고종(高宗) 46년
- 몽골 몽케 칸 9년
- 쩐 왕조(陳朝) 성종(聖宗) 2년

## 사건
- 몽골과 고려의 전쟁, 화친으로 종결.
- 고종, 병으로 얻어 아들 식에게 왕의 자리 물려주고 세상을 떠남. 방년 68세, 향년 67세.
- 고종의 아들 식이 41세의 나이로 왕위에 오름. 고려 24대 국왕 원종.

## 사망
- 7월 21일 - 고려(高麗)의 23대 국왕(國王) 고종(高宗)
- 8월 11일 - 몽골 4대 칸 몽케 칸